# Internationale Standardbuchnummer

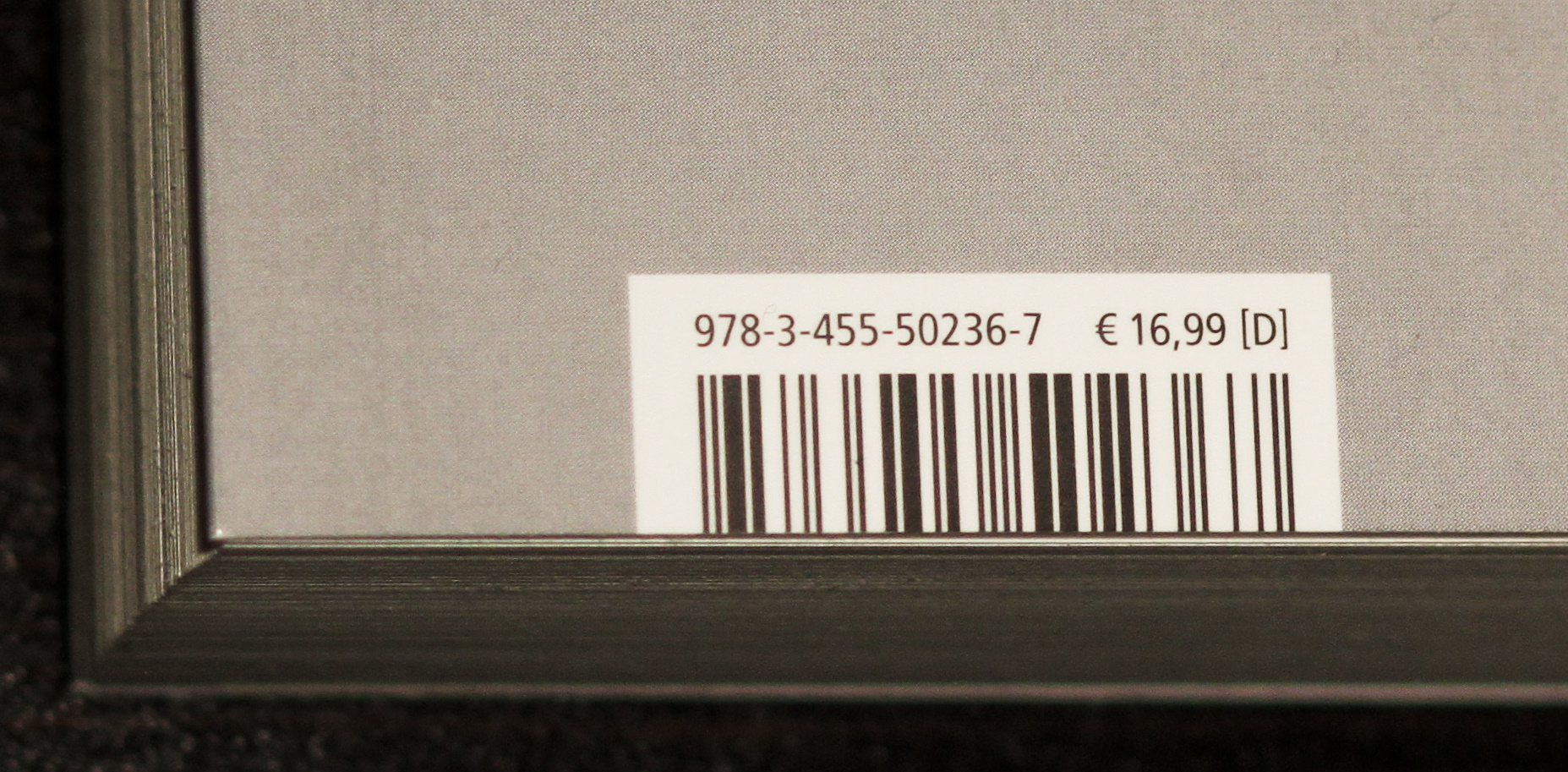
ISBN codiert als EAN-13-Barcode auf der Rückseite des Buches „Alles über Wikipedia“

Die Internationale Standardbuchnummer (englisch International Standard Book Number, ISBN) ist eine Nummer zur eindeutigen Kennzeichnung von Büchern und anderen selbstständigen Veröffentlichungen mit redaktionellem Anteil, wie beispielsweise Multimedia-Produkten.
ISBN werden überwiegend in Warenwirtschaftssystemen des Buchhandels eingesetzt, doch auch viele Bibliotheken verwenden sie für die Bestellsysteme und die bibliotheksübergreifenden Kataloge. Nationalbibliografien hingegen haben eigene Nummernsysteme. Für Zeitschriften und Schriftenreihen wird eine Internationale Standardnummer für fortlaufende Sammelwerke (englisch International Standard Serial Number, ISSN) vergeben.

## Entstehungsgeschichte
Ab Mitte der 1960er Jahre machte man sich in Europa, insbesondere in England an der London School of Economics and Political Science (LSE) und bei der Publisher Association of Great Britain, Gedanken über eine eindeutige internationale Identifikation von Büchern. In Deutschland arbeitete insbesondere Hans Jürgen Ehlers an der Einführung der ISBN. 1966 führte das größte britische Buchhandelshaus WHSmith erstmals eine Standardbuchnummer, abgekürzt „SBN“, ein. Die Internationale Organisation für Normung griff 1968 diese Vorschläge auf, erweiterte die neunstellige SBN um eine weitere Stelle zur „Internationalen SBN“ (ISBN) und veröffentlichte 1972 die Norm ISO 2108. Die nationale Übernahme dieser Norm in Deutschland ist die DIN-Norm DIN ISO 2108. In der DDR wurde die ISBN erst im Oktober 1986 verbindlich eingeführt.
Bis zum Jahresende 2006 hatte der Nummernraum einer ISBN zehn Stellen einschließlich einer Prüfziffer. Da es in Osteuropa und im englischen Sprachraum Schwierigkeiten gab, für neue Verlage und Publikationen Nummern zu vergeben, wurde Anfang 2005 ein revidierter ISO-Standard für die neue dreizehnstellige ISBN eingeführt. Alte ISBN im zehnstelligen Format werden nun als ISBN-10 bezeichnet. Der für ISBN zur Verfügung stehende Zahlenraum konnte dadurch von einer Milliarde Kombinationen auf 1,9 Milliarden fast verdoppelt werden. Neben der annähernden Verdoppelung des Zahlenraumes war die Kompatibilität mit dem System internationaler Artikelnummern EAN der wichtigste Grund für die Umstellung. Das Format der ISBN-13 wurde so gewählt, dass die Ziffernfolge identisch mit der zugehörigen EAN-13-Artikelnummer ist.
Die ISBN-Agentur für Deutschland empfahl 2004 den deutschen Verlagen, im Hinblick auf die Umstellung für die Übergangsperiode bereits beide ISBN auf ihren Produkten anzugeben. Seit dem 1. Januar 2007 werden nur noch ISBN-13 vergeben.

## Kopplung an das System internationaler Artikelnummern

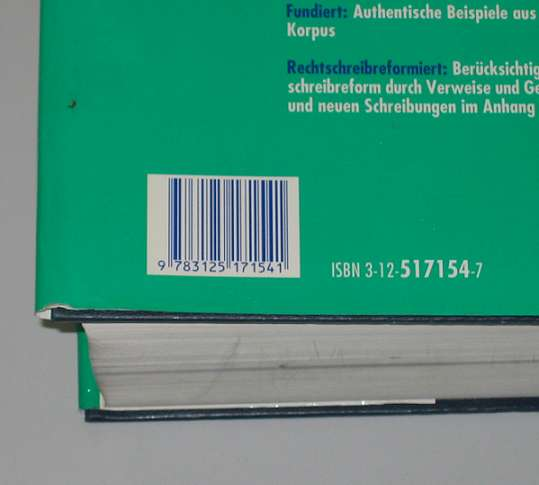
Buchland-EAN und ISBN-10 auf der Rückseite eines Buches

Das ISBN-System wurde an das System internationaler Artikelnummern EAN gekoppelt. Damit können Bücher weltweit innerhalb des EAN-Systems in Warenwirtschaftssysteme übernommen werden, ohne dass aufwändige Neuauszeichnungen mit nationalen Strichcodes nötig sind. Da die ersten drei Ziffern einer EAN normalerweise für das Registrierungsland stehen, z. B. „400“ bis „440“ für die deutsche EAN-Verwaltung, wurde für Bücher ein „Buchland“ (engl. „Bookland“) eingeführt, sozusagen für „registriert im Land der Bücher“. Für Bücher sind die EAN-Ländernummern 978 und 979-1 bis 979-9 vorgesehen. (Das Präfix 979-0 wird von der International Standard Music Number (ISMN) belegt.)
ISBN-13 sind identisch mit der zum Buch gehörenden EAN-13, außer dass die EAN keine Bindestriche enthält.
Auch ISBN-10 können in eine EAN-13 bzw. ins ISBN-13-System überführt werden. Dazu wird der ISBN-10 die EAN-Ziffernfolge 978 vorangestellt und die alte Prüfziffer durch die neu berechnete EAN-Prüfziffer ersetzt.
Seit dem Jahr 2005 wird das System als GS1-Pressecode bezeichnet, da es über Bücher hinaus für andere publizierte Medien (Periodika, CD-ROM) verwendet wird.

## Regeln zur ISBN-Vergabe und -Nutzung
Die ISBN soll eine nichtperiodische Veröffentlichung eines Verlags eindeutig identifizieren, eine bereits verwendete ISBN soll nicht noch einmal verwendet werden. Auch neue Editionen oder eine andere Publikationsform (z. B. Taschenbuch statt Hardcover) bedürfen jeweils einer eigenen ISBN. Einzige Ausnahme sind unveränderte Nachdrucke oder Auflagen, an denen nur kleine Änderungen durchgeführt wurden.
Nicht jedes Buch hat eine ISBN. In Deutschland vergibt nur die MVB Marketing- und Verlagsservice des Buchhandels GmbH ISBN-Verlagsnummern und einzelne ISBN. Weder die ISBN-Verlagsnummern noch die einzelnen ISBN dürfen verkauft oder an einen anderen Verlag gegeben werden. Da es keine rechtliche Verpflichtung zur Verwendung einer ISBN gibt und die Zuteilung mit Kosten und Aufwand verbunden ist, verzichten manche Kleinverlage und Selbstverlage auf die Registrierung einer ISBN. Die Zuteilung einer einzelnen ISBN für (Selbst-)Verleger mit absehbar einmaliger Verlagsproduktion kostet derzeit 70 Euro plus MwSt. (Stand 2024).
Bei der Erteilung einer Verlagsnummer hat der Verlag eine Grundgebühr für die ISBN-Vergabe von 153,51 Euro plus Versandkosten zu zahlen und eine Liste aller von ihm vergebbaren ISBN zu beziehen. Der Preis dafür liegt zwischen 22,61 Euro für zehn Nummern und 3.568,81 Euro für 100.000 Nummern.

## Aufbau der ISBN
Die ISBN-13 besteht aus fünf Zahlengruppen, z. B. ISBN 978-3-86680-192-9

### Bestandteile
Sie wird wie folgt kodiert:
1. Das Präfix ist je nach Buch 978 oder 979 – bei der ISBN-10 gab es kein Präfix.
2. Die Gruppennummer (auch Ländernummer genannt) ist eine Kennzahl für eine nationale, geographische, Sprach- oder sonstige geeignete Gruppe. Sie wird von der internationalen ISBN-Agentur festgelegt und kann unterschiedlich viele Ziffern enthalten. Im Beispiel ist es die 3 für deutschsprachig.
3. Die Verlagsnummer ist eine Kennzahl für den Verlag. Diese wird von der nationalen oder regionalen ISBN-Agentur vergeben. Für Deutschland ist das der Marketing- und Verlagsservice des Buchhandels in Frankfurt am Main, für Österreich der Hauptverband des Österreichischen Buchhandels in Wien und für die Schweiz der Schweizer Buchhändler- und Verleger-Verband in Zürich. Die Verlagsnummer kann unterschiedlich viele Ziffern enthalten. Welche Verlagsnummern gültig sind, hängt von der Gruppennummer ab, siehe dazu unter Weblinks.
4. Dann folgt die vom Verlag vergebene Titelnummer (auch Bandnummer genannt). Der Verlag (oder Drucker u. ä.) ist frei in der Verwendung, nur die Anzahl der Ziffern ergibt sich aus der Verlagsnummer (zusammen acht Ziffern), allerdings müssen verschiedene Produkte differenziert werden, also separat verkäufliche Bände, unterschiedliche Einbände und so weiter. Hinsichtlich der Behandlung von Auflagen gibt es keine Regel.
5. Zum Schluss wird eine Prüfziffer angegeben. Die Prüfziffer ermöglicht das Erkennen von Eingabe- und Lesefehlern: Erkannt werden ein Einzelfehler (genau eine Ziffer falsch) und die meisten Vertauschungen von zwei Nachbarziffern (ISBN-13: außer 0↔5, 1↔6, 2↔7, 3↔8, 4↔9).

Die ISBN ist nach ISO 2108 auf eine der folgenden Arten zu formatieren:
- ISBN (Präfix) Gruppennummer Verlagsnummer Titelnummer Prüfziffer (ohne Trennstriche)
- ISBN (Präfix–)Gruppennummer–Verlagsnummer–Titelnummer–Prüfziffer (mit Trennstrichen)

Den Bindestrichen oder Leerzeichen kommt keine lexikalische Bedeutung zu, sie dienen lediglich der besseren Lesbarkeit. Im Rahmen von elektronischer Datenverarbeitung ist die Verwendung ohne Trennzeichen zulässig. Die Nummer bleibt auch ohne Trennzeichen eindeutig.

### Formeln zur Berechnung der Prüfziffer

#### ISBN-13
ISBN-13 wurde aufgrund der Knappheit der möglichen ISBN-10-Zahlenkombinationen eingeführt und ist das seit 2007 verpflichtende Format, Beispiel: ISBN 978-3-8668-0192-9
Zur Berechnung der Prüfziffer bei der ISBN-13 werden alle zwölf Ziffern der noch unvollständigen ISBN addiert, wobei die Ziffern mit gerader Position (also die zweite, vierte und so weiter) dreifachen Wert erhalten. Eine 5 an sechster Stelle beispielsweise fließt also als 15 in den Term ein. Von dem Ergebnis dieser Addition wird die letzte Stelle bestimmt, die dann von 10 subtrahiert wird. Bei einem Additionsergebnis von zum Beispiel 124 erhält man also 10 − 4 = 6. Dieses Endergebnis ist die Prüfziffer. Ist das Endergebnis 10, ist die Prüfziffer 0.
Bezeichnet man die ersten zwölf Ziffern mit z1 bis z12, so gilt für die Prüfziffer an der dreizehnten Stelle:
{\displaystyle z_{13}=(10-((z_{1}+z_{3}+z_{5}+z_{7}+z_{9}+z_{11}+3\cdot (z_{2}+z_{4}+z_{6}+z_{8}+z_{10}+z_{12})){\bmod {1}}0)){\bmod {1}}0}
Das letzte Modulo dient dem Einhalten der sogenannten „Null-Regel“, die besagt, dass die Prüfziffer selbst 0 wird, wenn das Ergebnis der Prüfziffernberechnung 10 ist. Als Folge dieser Methode lässt sich die Gültigkeit einer ISBN-13 überprüfen, indem man
{\displaystyle (z_{1}+z_{3}+z_{5}+z_{7}+z_{9}+z_{11}+z_{13}+3\cdot (z_{2}+z_{4}+z_{6}+z_{8}+z_{10}+z_{12})){\bmod {1}}0}
berechnet: Das Resultat muss 0 sein. Etwas schlichter: Die wie beschrieben mit 1 und 3 abwechselnd gewichtete „Quersumme“ endet auf 0.
Man kann auch schreiben:
{\displaystyle z_{13}=10-\left(\sum _{i=1}^{12}z_{i}\cdot 3^{(i+1){\bmod {2}}}\right){\bmod {1}}0=10-\left(\sum _{i=1}^{12}(1+(i+1){\bmod {2}}\cdot 2)\cdot z_{i}\right){\bmod {1}}0}
woraus sich einfach die Implementierung schreiben lässt. Das (i+1)mod 2 sorgt für die wechselnde Gewichtung von 1 und 3. Erstreckt man die Summierung auch auf die Prüfziffer ({\displaystyle n=13}), so erhält man bei einer fehlerfreien ISBN als Ergebnis 0.
Beispiel:
978-3-7657-2781-?
{\displaystyle 9+8+7+5+2+8+3\cdot (7+3+6+7+7+1)=39+3\cdot 31=39+93=132}
{\displaystyle 132{\bmod {1}}0=2}
{\displaystyle 10-2=8}

#### ISBN-10
Bei der ISBN-10 wird die Prüfziffer wie folgt berechnet: Bezeichnet man die ersten neun Ziffern mit z1 bis z9, so gilt für die Prüfziffer an der zehnten Stelle:
{\displaystyle z_{10}=\left(\sum _{i=1}^{9}i\cdot z_{i}\right)\mod {11}}
{\displaystyle =(1\cdot z_{1}+2\cdot z_{2}+3\cdot z_{3}+4\cdot z_{4}+5\cdot z_{5}+6\cdot z_{6}+7\cdot z_{7}+8\cdot z_{8}+9\cdot z_{9})\mod {11}}
Dabei wird wie gewohnt der Laufindex von links nach rechts gezählt. Bei einem Ergebnis von 0 bis 9 wird daraus unmittelbar die Prüfziffer; ergibt die Formel den Wert 10, wird ein X als letztes Zeichen verwendet, welches als römische Zahl 10 interpretiert werden kann.
Beispiel:
3-86680-192-?
{\displaystyle 1\cdot 3+2\cdot 8+3\cdot 6+4\cdot 6+5\cdot 8+6\cdot 0+7\cdot 1+8\cdot 9+9\cdot 2}
= 3 + 16 + 18 + 24 + 40 + 0 + 7 + 72 + 18
= 198
198 mod 11 = 0, denn 198: 11 = 18, Rest 0.
Ergebnis: 3-86680-192-0
Beispiel II:
3-680-08783-?
{\displaystyle 1\cdot 3+2\cdot 6+3\cdot 8+4\cdot 0+5\cdot 0+6\cdot 8+7\cdot 7+8\cdot 8+9\cdot 3}
= 3 + 12 + 24 + 0 + 0 + 48 + 49 + 64 + 27
= 227
227 mod 11 = 7, denn 227: 11 = 20, Rest 7.
Ergebnis: 3-680-08783-7
Bei der Prüfung, ob eine eingegebene ISBN korrekt ist, kann nach den Regeln der Modulo-Rechnung folgende Bedingung geprüft werden.
{\displaystyle \left(\sum _{i=1}^{10}i\cdot z_{i}\right)\mod {11}=0}
Man addiert das 10-Fache der 10. Ziffer (wobei die Ziffer X als Zahl 10 gilt). Da in der Modulo-11-Rechnung 10 dasselbe ist wie −1, ist es das Gleiche, wenn man die 10. Ziffer subtrahiert. Damit muss, modulo 11 gerechnet, insgesamt 0 herauskommen.
Beispiel II von eben:
3-680-08783-7
{\displaystyle 1\cdot 3+2\cdot 6+3\cdot 8+4\cdot 0+5\cdot 0+6\cdot 8+7\cdot 7+8\cdot 8+9\cdot 3+10\cdot 7}
= 3 + 12 + 24 + 0 + 0 + 48 + 49 + 64 + 27 + 70
= 297
297 mod 11 = 0, denn 297: 11 = 27, Rest 0

## Identifikationsnummern für andere Publikationen
Für andere Formen der Publikation, wie z. B. Periodika oder notierte Musikwerke gibt es eigene Nummernsysteme:
- ISAN – International Standard Audiovisual Number
- ISMN – Internationale Standard-Musik-Nummer (für gedruckte und digitalisierte Notensätze)
- ISRC – The International Standard Recording Code
- ISRN – International Standard Technical Report Number
- ISSN – Information and documentation – International Standard Serial Number / Internationale Standardnummer für fortlaufende Sammelwerke (Periodika)
- ISWC – International Standard Musical Work Code

## Weitere Identifikationsschlüsselsysteme
- VD 16 – Verzeichnis der im deutschen Sprachbereich erschienenen Drucke des 16. Jahrhunderts
- VD 17 – Verzeichnis der im deutschen Sprachraum erschienenen Drucke des 17. Jahrhunderts
- ESTC – English Short Title Catalogue
- OCLC Number – Online Computer Library Center Number
- CODEN
- DOI – Digital Object Identifier
- EAN – European Article Number / Europäische Artikelnummer
- EPC – Elektronischer Produktcode
- LCCN – Library of Congress Control Number
- UCC – Uniform Code Council
- UPC – Universal Product Code (US-amerikanischer Strichcode)